# ADAMTSL1
ADAMTSL1‏ (ADAMTS like 1) هوَ بروتين يُشَفر بواسطة جين ADAMTSL1 في الإنسان.